# Arne Bybjerg Pedersen
Arne Bybjerg Pedersen (født 17. juni 1928, død 13. november 2022 i Australien) var en dansk erhvervsmand, som i 1963 grundlagde Kalundborg-virksomheden Carmen Curlers, hvis elektriske papillotter de følgende år blev en stor succes. Bybjerg solgte i 1969 virksomheden til amerikanske Clairol, som på det tidspunkt var virksomhedens altdominerende kunde, og flyttede med sin familie til Queensland i Australien, hvor han drev et stort kvægbrug.

## Interview
- Interview med Arne Bybjerg Pedersen, DR-dokumentaren Min egen vej, 1991